# ماريو تيكا
ماريو تيكا (بالألبانية: Mario Teqja‏) هو لاعب كرة قدم ألباني في مركز الدفاع، ولد في 20 مايو 1996 في دراس في ألبانيا. لعب مع KF Erzeni Shijak ‏.

## وصلات خارجية
- ماريو تيكا على موقع قاعدة بيانات كرة القدم.إي يو (الإنجليزية)
- ماريو تيكا على موقع Soccerway.com (الإنجليزية)